# Rio Pardo (Minas Gerais)

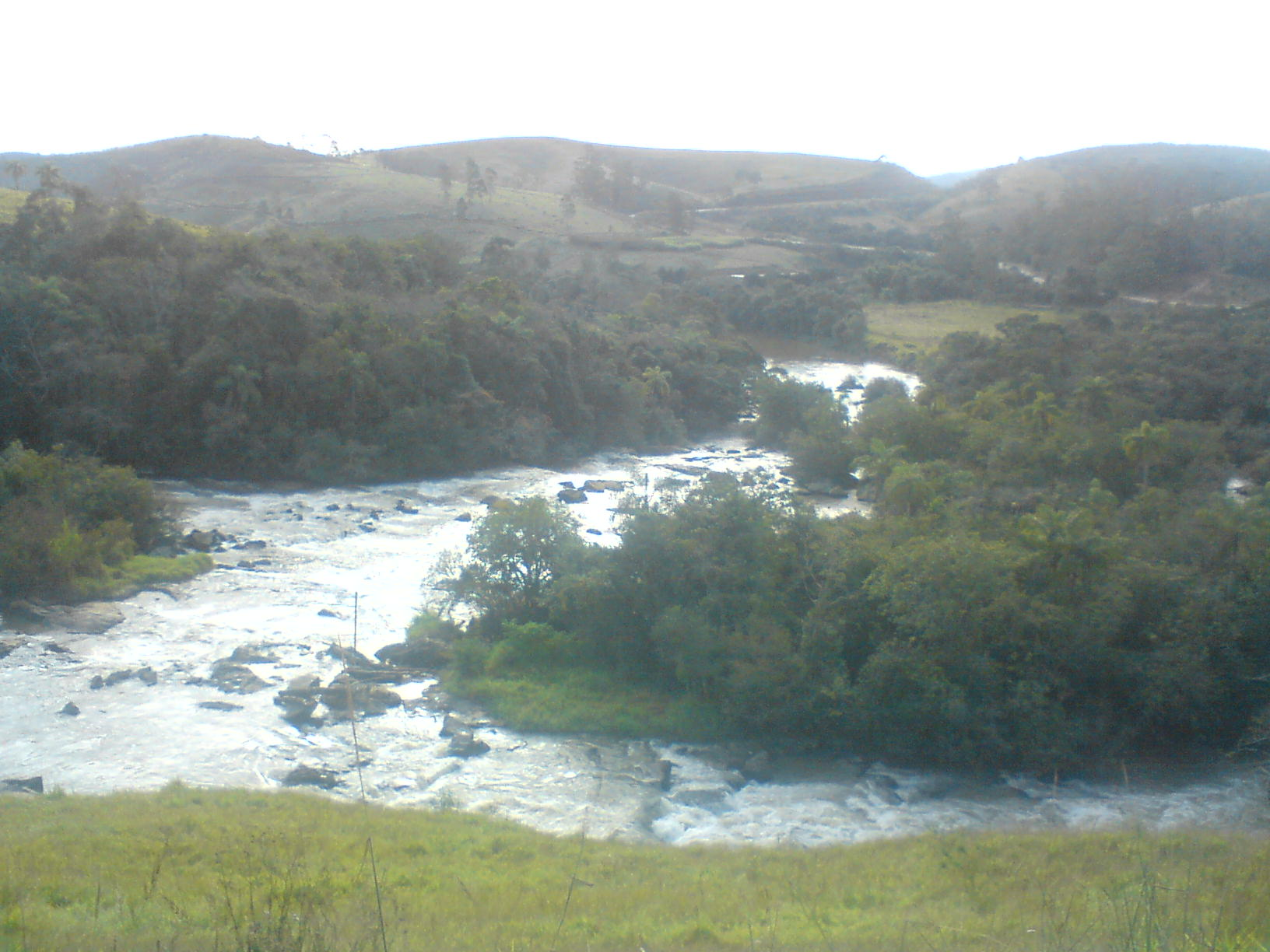
Rio Pardo

O rio Pardo é um curso de água que banha a região Sudoeste do estado de Minas Gerais. É um afluente da margem direita do rio Pomba e, portanto, um subafluente do rio Paraíba do Sul.
Apresenta 48 km de extensão e drena uma área de 337 km². Suas nascentes localizam-se no município de Argirita, a uma altitude de 680 metros. Em seu percurso, banha a cidade de Argirita e o distrito de Piacatuba, no município de Leopoldina. A partir da confluência do córrego Estrela, o rio Pardo marca o limite entre os municípios de Leopoldina e Cataguases até sua foz no Rio Pomba.